# James Hutton
James Hutton (Edimburgo, 3 de junio de 1726-Edimburgo, 26 de marzo de 1797) fue un geólogo, médico, naturalista, químico y granjero experimental escocés, primer formulador de las ideas que conducirían a la corriente científica llamada uniformista y del plutonismo, en las que incluyó sus teorías de la geología y del tiempo geológico y su escala, también llamado tiempo profundo. Está considerado el fundador de la geología moderna. Algunas reflexiones similares a las de Hutton se pueden encontrar en publicaciones de contemporáneos, como las del naturalista francés Georges-Louis Leclerc de Buffon.
Hutton compartió espacio y época con grandes pensadores y científicos formando junto a ellos la que ha sido llamada la Ilustración escocesa y dedicó gran parte de su vida a buscar en Gran Bretaña, Escocia principalmente, pruebas que avalasen sus teorías sobre la historia geológica de la Tierra, todo a partir de una formación autodidacta y después de haber abandonado la profesión para la que había estudiado, medicina, sin casi haber ejercido. Destacó en otros campos para los que también hizo estudios, investigaciones y publicaciones, como la meteorología, la agricultura o la química.
Su teoría de la Tierra, plasmada en dos conferencias en 1785, publicadas más tarde en 1788, y su obra Theory of the Earth en tres volúmenes (el último de los cuales no se publicó hasta más de 100 años después de su fallecimiento) cambiaron de forma significativa la percepción de la edad de la Tierra, el ciclo de las rocas y en general la geología. Su oposición a una edad de la Tierra de unos pocos de miles de años, basada en cálculos bíblicos, dio origen al tiempo profundo, o tiempo geológico. De igual forma negó el origen de las rocas por disolución, teoría conocida como neptunismo y propuso un origen basado en el calor, conocido como plutonismo. Ambos términos fueron claves para el nacimiento de la geología moderna.
Influyó directamente sobre Lyell que utilizó sus teorías en su principal obra, Principios de geología (1830-1833).  

## Biografía

### Infancia
James Hutton nació en Edimburgo el 3 de junio de 1726, siendo uno de los cinco hijos de un comerciante y tesorero de la ciudad de Edimburgo. Su padre falleció cuando James aún era joven. La madre de Hutton, Sarah Balfour, le envió a la escuela secundaria, concretamente al High School of Edinburgh, donde se mostró particularmente interesado en la química.

### Estudios universitarios y paternidad (1740-1749)
Cuando tenía catorce años, asistió a la Universidad de Edimburgo como «estudiante de Humanidades», es decir Clásicas (Latín y Griego). Durante las lecciones de Lógica del profesor Stevenson surgió el hecho que todos los metales son atacados por algún ácido, mientras que el oro necesita la mezcla de dos para conseguir aqua regia.
Fue pasante de un abogado cuando contaba con diecisiete años, pero tenía más interés en los experimentos de química que en el trabajo legal y a la edad de dieciocho años se convirtió en asistente de un médico, y comenzó a frecuentar las clases de Medicina en la propia Universidad de Edimburgo, carrera que completó entre 1744 y 1747. Después de esos tres años estudió la especialidad en el continente, en la Universidad de París y, posteriormente, en 1749 alcanzó el grado de Doctor en Medicina en Leyden, con una tesis sobre la circulación sanguínea, De Sanguine et Cirulatione in Microcosmo.
Alrededor de 1747, cuando era un veinteañero, tuvo un hijo, James Hutton Smeaton, con la señorita Edington, su amante, con la que nunca se casó. Este fue el motivo de su partida de Edimburgo para estudiar en París y posteriormente su residencia en el campo inglés, Norfolk, y del traslado de la madre a Londres, donde dio a luz. Aunque asumió prestarle asistencia financiera, tuvo poca relación con el muchacho, que llegó a convertirse en funcionario en una oficina de correos en Londres.

### Avances en química y abandono de la medicina (1749-1750)
Después de la obtención de su título, Hutton regresó a Londres en septiembre de 1749, y a mediados de 1750 lo hizo a su Edimburgo natal, donde parece que toma la determinación de no continuar el intento de ejercer la medicina[cita requerida] después de reanudar los experimentos químicos junto a su gran amigo James Davie, quien no los había abandonado en ningún momento, aún en ausencia de Hutton. Su decisión de dejar la práctica de la medicina de forma definitiva no parece tener un origen concreto, pero pudiera haber influido, además de sus trabajos en química, sus otros afanes científicos y su determinación de convertirse en agricultor. El trabajo de ambos en la producción de sal amoniacal a partir del hollín convirtió a esa unión en una rentable fábrica de productos químicos, elaborando la sal cristalina que se utilizaba para preparar el algodón para el tinte y estampado, para la metalurgia y como sales aromáticas y que, hasta ese momento, solo estaba disponible a partir de fuentes naturales y tenía que ser importada desde Egipto. Otra de las fuentes de ingresos de Hutton era el alquiler de inmuebles en Edimburgo, empleando un representante para la gestión.

### Agricultura y comienzos en geología y meteorología (1752-1768)
Hutton heredó de su padre dos haciendas: Slighhouses, en Berwickshire, una granja en las Tierras Bajas que había pertenecido a la familia desde 1713; y una granja de la colina de Nether Monynut. En 1752 se muda a Norfolk donde aprende de un hacendado con quien se aloja, John Dybold, y de las visitas que hace por Inglaterra y de la gira por Flandes que le ocupa la primavera y parte del verano del 1754. En las décadas de 1730 a 1740 Lord Townshend había introducido desde los Países Bajos el sistema de rotación de cultivos que había adquirido el nombre de sistema Norfolk. A finales de ese año se traslada a su granja de Slighhouses donde aplica las mejoras traídas de las visitas durante los dos años anteriores, y experimenta con las plantas y la cría de animales. Muy posteriormente, ya viviendo en Edimburgo, comenzó a recoger sus ideas e innovaciones en un tratado inédito titulado The Elements of Agriculture, durante cuya realización le sorprendió la muerte.
Su interés por la meteorología y la geología puede empezar a surgir alrededor de 1753, durante su residencia en Norfolk, ya que se había «encariñado con el estudio de la superficie de la Tierra, y miraba con ansiosa curiosidad en cada hoyo o zanja o cauce de río que se le cruzaba en su camino». La limpieza y drenado de su explotación le proporcionaron muchas oportunidades de observación, y Hutton advirtió que «una gran parte de las rocas presentes se componen de materiales que ofrecen la destrucción de los cuerpos, animales, vegetales y minerales, de formación más antigua». Sus ideas teóricas comenzaron a recopilarse en 1760. Mientras que sus actividades agrícolas continuaban, en 1764 se fue de gira geológica al norte de Escocia con George Clerk-Maxwell (antepasado del famoso científico, del siglo XIX, James Clerk Maxwell y hermano de John Clerck de Eldrin, también amigo de Hutton).
Durante todos los años de estancia en el campo como agricultor nunca dejó de estudiar todas las ciencias, excepto las matemáticas, recopilar datos teóricos y de campo, todo ello con el fin de poder plantear su teoría de la Tierra. También hizo visitas esporádicas a Edimburgo.

### Construcción de canales (1767-1774)
Entre 1767 y 1774, mientras aún residía en su granja, tuvo una considerable y estrecha participación en la construcción del canal Forth y Clyde, haciendo uso de sus conocimientos de geología, así como accionista y miembro del comité de gestión, y asistiendo a reuniones, incluyendo las inspecciones in situ de todas las obras. En 1777 publicó un folleto sobre Considerations on the Nature, Quality and Distinctions of Coal and Culm el cual ayudó, con éxito, a obtener mejor compensación del impuesto especial sobre el transporte del carbón en pequeñas cantidades.

### Edimburgo (1768-1797)

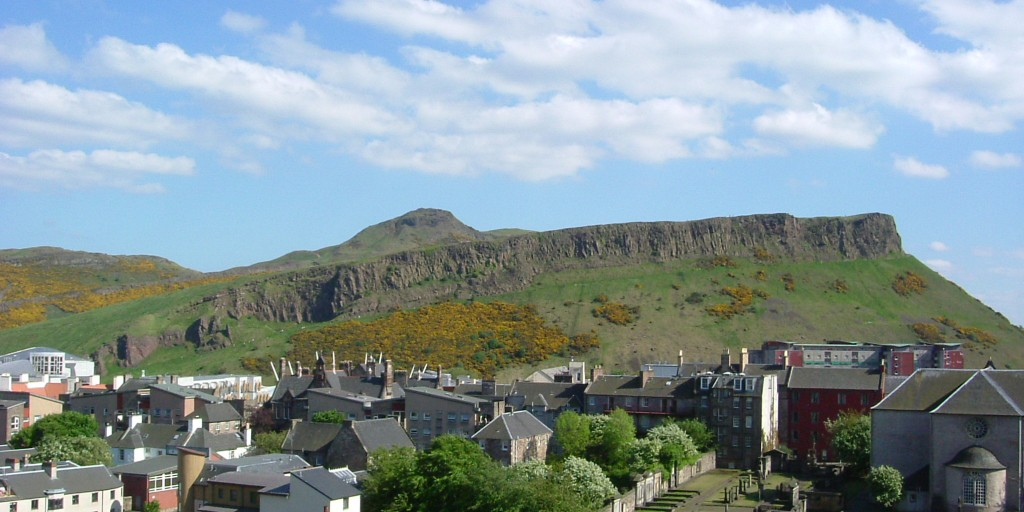
La formación Salisbury Crags se podía ver desde la vivienda de Hutton en Edimburgo, lo que contribuyó a sus teorías.

En 1768 Hutton regresó a Edimburgo, dejando sus granjas a arrendatarios, pero siguió tomando interés en las mejoras agrícolas y de investigación en las que se incluían experimentos realizados en Slighhouses, como el desarrollo de un tinte rojo a partir de las raíces de la planta rubia.
Tenía una casa, construida en 1770, en la Colina de San Juan (en inglés, St. John’s Hill) de Edimburgo, con vistas a Salisbury Crags. Más adelante se convirtió en el hogar familiar de los Balfour, en 1840, el lugar de nacimiento del psiquiatra James Crichton-Browne. Hutton fue uno de los participantes más influyentes en la Ilustración escocesa, y se encontró con numerosas mentes de primera línea en las ciencias de la época como John Playfair, el filósofo David Hume y el economista Adam Smith. Hutton nunca tuvo puesto alguno en la Universidad de Edimburgo y comunicó sus hallazgos científicos a través de la Sociedad Real de Edimburgo, de la que había sido uno de los fundadores en 1783. Mantuvo una relación de íntima amistad con Joseph Black, descubridor del dióxido de carbono, entre otras cosas, y los dos, junto con Adam Smith, fundaron el Oyster Club para mantener reuniones semanales, posteriormente el club fue convirtiéndose en un lugar de encuentro que llegó a tener una cierta mala reputación. De la relación con Black, no solo obtuvo lazos de amistad, sino que sus trabajos le ayudaron a comprender la influencia del calor y la presión en los procesos geológicos, especialmente en la metamorfosis de las rocas, y sus consejos a conformar sus teorías, como llegó a reconocer el propio Hutton. Prueba del apoyo y su amistad fue la lectura, hecha por Black, de la primera parte de la Theory of the Earth en la Royal Society.
Otras amistades, con las que pasó a un contacto más cercano al trasladarse a Edimburgo, fueron: John Clerk de Eldrin, con quien realizó un viaje de observación a la zona de Galloway en 1786; su hermano George Clerk-Maxwell, con quien había visitado las Tierras Altas; el hijo del primero, John Clerk, también compañero de viaje a la isla de Arran, en el año siguiente; Adam Ferguson, un influyente filósofo; y otros.
En 1774 coincidió con algunos de los miembros de la Sociedad Lunar de Birmingham en una visita a esa ciudad.

### Vida final
James Hutton no volvió a trasladar su residencia desde su ciudad natal. A comienzos de 1793 empezaron sus problemas de salud, había contraído una afección renal y en el verano padeció una fuerte recaída de la enfermedad sumado a una retención de orina que tuvo que ser operada y que le condujo a una larga convalecencia. Durante los meses en cama pudo trabajar en su Theory of the Earth. Una vez recuperado, mucho mejor de lo esperable, volvió a trabajar, hasta que en el invierno de 1796 el agravamiento es definitivo y le provoca la muerte varios meses después. El 26 de marzo de 1797 Hutton fallece a la edad de 71 años.

## Teoría de la formación de las rocas
A diferencia de la mayor parte de los naturalistas de la época, Hutton cree en la recopilación de pruebas y el intento de hacer que encajen todas en una teoría, sin ideas preconcebidas. Lo que estaba ocurriendo en la Tierra ahora mismo debería explicar lo que aconteció en el pasado, resumiendo: «el presente es la clave del pasado».
Hutton incidió sobre una gran variedad de ideas para explicar las formaciones rocosas que veía a su alrededor, pero, de acuerdo con Playfair, «no se apresuró a publicar su teoría, porque era uno de esos que se deleitan más con la contemplación de la verdad que con la alabanza de haberla descubierto». Después de unos 25 años de trabajo, y el importante apoyo e influencia de su íntimo amigo Joseph Black, su Theory of the Earth; or an Investigation of the Laws observable in the Composition, Dissolution, and Restoration of Land upon the Globe fue leída, en dos partes, en las reuniones de la Sociedad Real de Edimburgo, la primera por Black, el 7 de marzo de 1785, y la segunda por sí mismo el 4 de abril del mismo año. Hutton, tres meses después, leyó un resumen de su tesis Concerning the System of the Earth, its Duration and Stability en una reunión de la Sociedad, el 4 de julio de 1785, que había impreso y distribuido en privado. En este escrito esbozaba su teoría de la siguiente manera:

«Las partes sólidas de la Tierra presentes parecen, en general, que están compuestas por las producciones del mar, y de otros materiales similares a los que ahora se encuentran en las costas. Por lo tanto nos encontramos con razones para concluir:
 Primero, que el terreno sobre el que nos apoyamos no es simple y original, sino que es una composición, y se ha formado por la operación de causas secundarias.
 Segundo, que antes de que la actual tierra se hiciese, había subsistido un mundo compuesto por mar y tierra, en el que las mareas y corrientes operaban en el fondo del mar de igual forma a como ahora tienen lugar. Y, 
por último, que mientras la actual tierra se estaba formando en el fondo del océano, la antigua tierra mantenía plantas y animales, por lo menos el mar estaba habitado por animales, de una manera similar como lo está en la actualidad.
 Por lo tanto nos lleva a concluir que la mayor parte de nuestra tierra, si no la totalidad, ha sido producto de las operaciones naturales de este mundo, pero que a fin de hacer esta tierra un cuerpo permanente, resistente a la acción de las aguas, dos cosas han sido necesarias:
Primero, la consolidación de las masas formadas por la acumulación de materiales sueltos o incoherentes;
Segundo, la elevación de las masas consolidadas desde el fondo del mar, el lugar donde fueron recogidas, a los sitios en los que ahora se mantienen por encima del nivel del mar».
Traducción por Wikipedia de Hutton, 1785, pp. 4-7.

El origen marino y de distintas épocas de las rocas que componen la tierra emergida, y que además en su mayor parte están formadas por restos de rocas más antiguas aportaron un nuevo punto de vista frente a teorías catastrofistas y que no contemplaban una evolución lenta de la Tierra.

### Búsqueda de pruebas

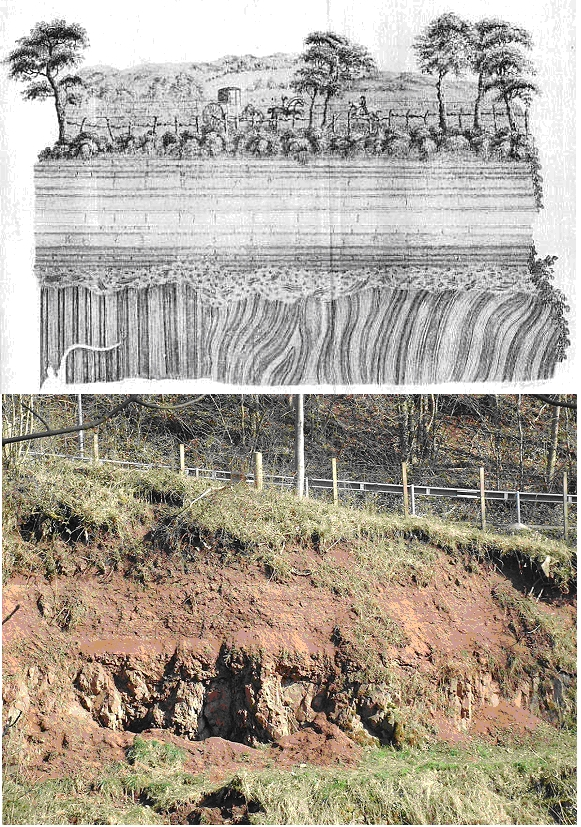
Discordancia de Hutton en Jedburgh. Ilustración de Clerk de Eldin (1787) de la disconformidad en Jedburgh, debajo fotografía (2003).

Entre 1785 y 1788 James Hutton realizó seis excursiones a distintos lugares del Reino Unido con el fin de comprobar sus teorías. Fue acompañado por distintos científicos y amigos.
La primera de ellas le llevó a las Highlands, en Glen Tilt, valle del río Tilt, en las montañas Cairngorm, en 1785 Hutton encuentra granito penetrante en esquistos metamórficos, de forma que indicaba que el granito se había fundido en el momento de la incursión. Esto le mostró que ese granito formado por el enfriamiento de la roca fundida, no precipitó fuera del agua como se creía por aquel entonces, y que el granito debía ser más joven que los esquistos.
Llegó a encontrar una inclusión similar de roca volcánica en la roca sedimentaria cerca del centro de Edimburgo, en Salisbury Crags, junto a Arthur's Seat, y ahora conocida como la Sección de Hutton. En 1786 encontró otros ejemplos en Galloway, y en la isla de Arran, al año siguiente, en sendos viajes.
La existencia de discordancias angulares había sido señalada por Nicolás Steno y por los geólogos franceses, entre ellos Horace-Benedict de Saussure, que las interpretaba en términos de neptunismo como «formaciones primarias». Hutton pretendía examinar las formaciones por él mismo para ver las «marcas particulares» de la relación entre las capas de roca. En el viaje de 1787 a Arran encontró su primer ejemplo de discordancia de Hutton al norte de Newton Point, cerca de Lochranza, pero la visión limitada significaba que la condición de los estratos subyacentes no quedaba lo suficientemente clara para él, y pensó erróneamente que los estratos se correlacionaban a la profundidad por debajo de los afloramientos expuestos.
Más tarde, en 1787, Hutton señaló la que ahora se conoce como una «discordancia de Hutton» en Inchbonny, Jedburgh, en capas de roca sedimentaria. Como se muestra en la ilustración a la derecha, las capas de grauvaca silúrica (de unos 425 millones de años) en los estratos inferiores de la pared del acantilado se inclinan casi verticalmente, y por encima de una capa intermedia de conglomerado se encuentran capas horizontales de Old Red Sandstone, una arenisca roja devónica (325 millones de años). Más tarde escribió acerca de cómo «me regocijé en mi buena fortuna al tropezar con un objeto tan interesante en la historia natural de la Tierra, y el cual llevaba mucho tiempo buscando en vano». Ese año, se encontró con la misma secuencia en el río Teviot (‘Tiviot’ en el escrito de Hutton), cerca de Hawick.

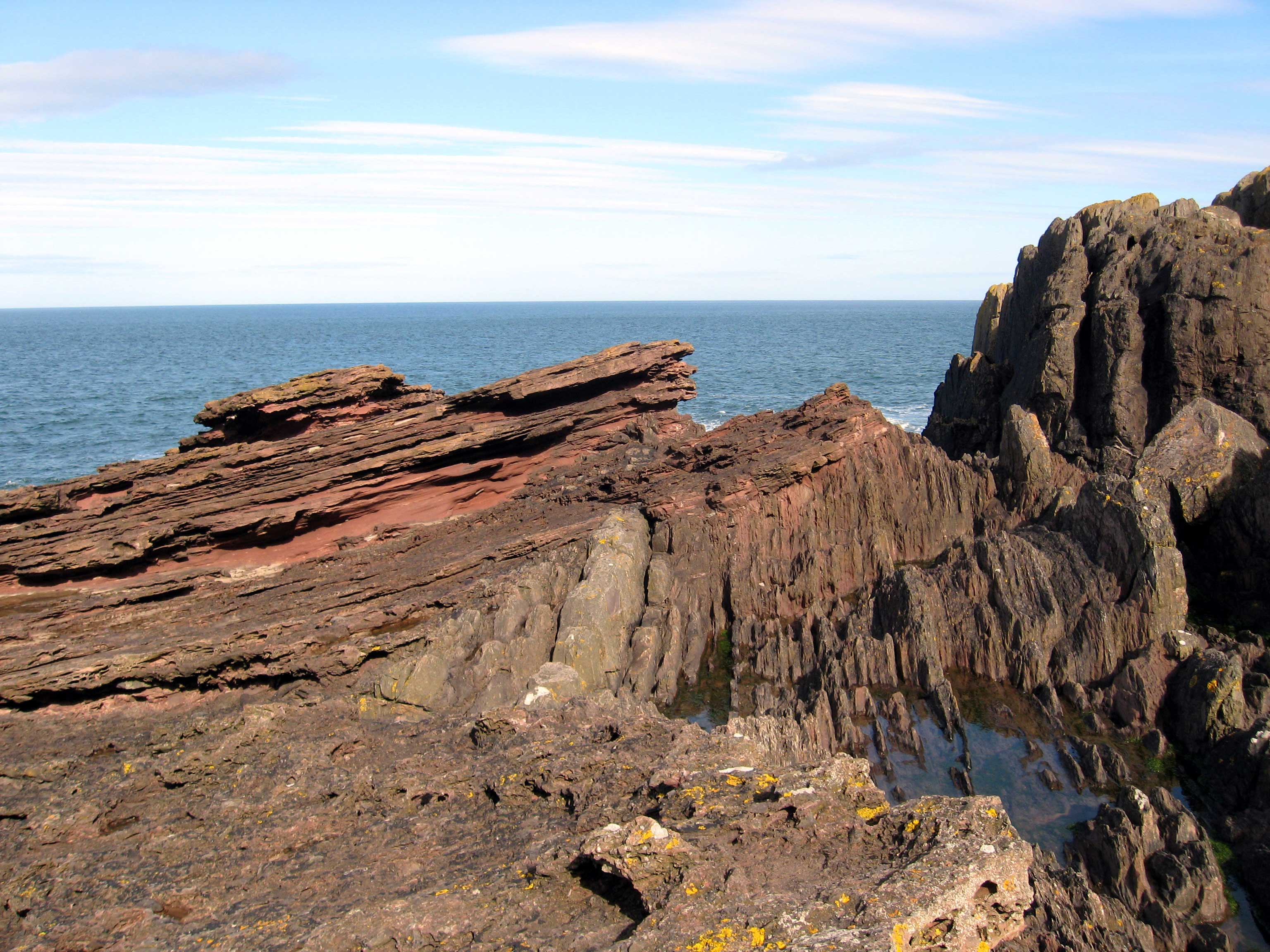
Un afloramiento erosionado en Siccar Point muestra arenisca roja inclinada sobre grauvaca vertical, el cual fue esbozado por Sir James Hall en 1788.

En la primavera de 1788 partió con John Playfair a la costa de Berwickshire y dio con más ejemplos de esta secuencia en los valles de los burns Tower y Pear, cerca de Cockburnspath. A continuación, hizo un viaje en barco desde el este de Dunglass Burn a lo largo de la costa con el geólogo Sir James Hall de Dunglass. Encontraron la secuencia en el acantilado por debajo de St. Helen, a continuación, justo al este en Siccar Point hallaron lo que Hutton llamó «una bella imagen de esta unión dejada al desnudo por el mar». Playfair más tarde comentó sobre la experiencia, «la mente parecía marearse por mirar tan lejos en el abismo del tiempo». Continuando por la costa, hicieron más descubrimientos, incluyendo secciones de los lechos verticales que mostraban claras marcas de oleaje que dieron a Hutton "gran satisfacción" como una confirmación de su hipótesis de que estos lechos habían estado en posición horizontal en el agua. También vieron conglomerado a altitudes que demostraba el grado de erosión de los estratos, y dijo de esto que «nunca hubimos soñado con encontrarnos con lo que vimos».
Hutton concluyó que debió haber varios ciclos, cada uno involucrando deposición en el fondo del mar, elevación con inclinación y erosión, a continuación, de forma submarina de nuevo, se depositan otras capas, y así pudieron haber habido muchos ciclos antes a través de la larga historia geológica. En un documento de 1788 que presentó en la Sociedad Real de Edimburgo, Hutton señaló, «no encontramos ningún vestigio de un comienzo, no hay perspectiva de un final».

### Plutonismo y tiempo profundo
Sus nuevas teorías lo situaron en conflicto con el entonces popular neptunismo, la teoría de Abraham Gottlob Werner, que indicaba que todas las rocas habían precipitado de una única y enorme inundación. Hutton propuso que en el interior de la Tierra hacía calor, y que ese calor es el motor que impulsa la creación de nuevas rocas: la tierra era erosionada por el aire y el agua y se deposita en forma de capas en el mar, el calor luego consolidaba los sedimentos en piedra, y eran elevados como nuevas tierras. Esta teoría se denominó plutonismo en contraste con la teoría basada en la inundación.
Así como con el enfrentamiento con los neptunistas, también abrió el concepto de tiempo profundo con fines científicos, en oposición al catastrofismo. En lugar de aceptar que la Tierra no tenía más que unos pocos miles de años, sostuvo que su edad debía ser mucho mayor, con una historia que se extendía indefinidamente en el pasado distante. Su argumento principal era que los enormes desplazamientos y los cambios que estaba viendo no ocurrieron en un corto período de tiempo por medio de catástrofes, y que esos procesos que siguen ocurriendo en la Tierra hoy en día eran su causa. Ya que estos procesos eran muy graduales, la Tierra debía ser antigua, con el fin de dar tiempo a los cambios. Antes de las investigaciones científicas alentadas por sus declaraciones, había retrasado la edad de la Tierra en millones de años, aun así poco, comparado con los 4570 millones de años que se estima en el siglo XXI, pero era una clara mejoría de los cálculos de la edad de la Tierra.

### Aceptación de las teorías geológicas
La prosa de Principles of Knowledge era tan oscura que también impedía la aceptación de las teorías geológicas de Hutton. Eliminaron este obstáculo, desarrollando sus postulados, las explicaciones de sus ideas geológicas, aunque no su concepto sobre la evolución, realizadas por John Playfair en 1802 y, posteriormente, por Charles Lyell, en la década de 1830. En todo caso, las ideas de Hutton fueron muy bien aceptadas con el tiempo, imponiendo la teoría plutonista y un modelado lento a lo largo del tiempo, en contraste con la neptunista de cambios basados en catástrofes. William Whewell, en 1832, las bautizó como catastrofismo y uniformismo, o actualismo.
Desde finales del siglo XX la mayoría de los geólogos combinan el uniformismo con el catastrofismo puntual, viendo la historia de la Tierra como lenta y gradual, punteada por sucesos catastróficos ocasionales que afectan a la tierra a y sus habitantes.
El concepto que tenemos actualmente de la historia de la Tierra difiere del de Hutton, principalmente, en que la actividad explicada por la tectónica de placas es la responsable de los alzamientos del terreno y en que sabemos que el calor interno de la Tierra tiene un origen radioactivo y llega a la superficie por convección.

## Otras contribuciones

### Meteorología
No era solo el suelo al que Hutton dirigió su atención, también había estudiado los cambios de la atmósfera. En el mismo volumen en el que su Theory of the Earth apareció contiene también una Theory of Rain, ponencia leída el mismo año ante la Sociedad. Sostuvo que la cantidad de humedad que el aire puede retener en solución aumenta con la temperatura, y, por tanto, que en la mezcla de dos masas de aire de diferentes temperaturas, una parte de la humedad debe condensar y aparecer en forma visible. Investigó los datos disponibles sobre precipitaciones y el clima en diferentes regiones del globo, y llegó a la conclusión de que la precipitación es regulada por la humedad del aire, por una parte, y la mezcla de diferentes corrientes de aire en la atmósfera superior, por el otro.

### Evolución
Hutton también abogó por el uniformismo de los seres vivos, la evolución en un sentido evolucionista, e incluso sugirió la selección natural como un posible mecanismo de las mismas:

«...si un cuerpo organizado no está en la situación y las circunstancias que mejor se adapten a su sustento y su reproducción, entonces, en la concepción de una variedad indefinida entre los individuos de esa especie, debemos estar seguros de que, por una parte, los que se apartan más de la mejor constitución adaptada, serán los más susceptibles de morir, mientras que, por otra parte, los cuerpos organizados que se acerquen más a la mejor constitución para las actuales circunstancias, será el que mejor se adapte a seguir, en la preservación de sí mismo y multiplicación de los individuos de su raza».
Hutton, 1794c.

Hutton dio como ejemplo que cuando los perros sobrevivieron a través de «la rapidez de las patas y la agudeza visual... los más carentes de las cualidades necesarias, serían los más sujetos a perecer, y que aquellos que las habían utilizado en mayor perfección... serían los que se quedarían, para conservarse, y continuar la carrera». Igualmente, si un agudo sentido del olfato era «más necesario para el sustento de los animales... el mismo principio [podría] cambiar las cualidades del animal, y... producir una raza de perros de caza rastreadores, en lugar de los que atrapan a sus presas por la rapidez». El mismo «principio de variación» influiría en «todas las especies de plantas, que crecen en un bosque o un prado».
Llegó a sus ideas como resultado de experimentos en plantas y cría de animales, algunos de los cuales se resumen en un manuscrito inédito, The Elements of Agriculture. Distinguió entre variación heredable como resultado de la cría, y variaciones no heredables causadas por las diferencias ambientales, como el suelo y el clima.
Hutton vio a su «principio de variación» como explicación para el desarrollo de variedades, pero rechazó la idea de la evolución de las especies originarias como una «fantasía romántica». Como deísta, para él este mecanismo permitía a las especies formar variedades mejor adaptadas a las condiciones particulares y era evidencia del benévolo y sabio diseño de la naturaleza hecho por el Autor. Estudios sobre los cuadernos de notas de Charles Darwin han mostrado que llegó de forma independiente a la idea de selección natural, la cual expuso en su libro de 1859 On the Origin of Species (El origen de las especies), pero se ha especulado con que pudo haber tenido un recuerdo lejano de su tiempo como estudiante en Edimburgo de las ideas de la selección en la naturaleza según lo establecido por Hutton, y por William Charles Wells y Patrick Matthew, que habían tenido relación en la ciudad a principios del siglo XIX antes de publicar sus ideas sobre el tema.
Las ideas de Hutton sobre la geología se expusieron en los libros de Charles Lyell, que Charles Darwin leyó con entusiasmo durante su viaje en el Beagle, y le permitieron elaborar la idea de la selección natural, de forma independiente, para explicar El origen de las especies y llevarlo a la vanguardia de la conciencia pública en el mismo momento que ofrecía la voluminosa evidencia necesaria para ganarse a la comunidad científica por la teoría, si bien cabe la posibilidad que mantuviese en su mente los conocimientos adquiridos y entre los que hipotéticamente se pudieran encontrar las ideas de Hutton expuestas en The Elements of Agriculture, aunque tiene algún detractor que indica como primer punto «Darwin no fue educado como biólogo, sino como vicario».

## Publicaciones
Aunque Hutton hizo circular privadamente una versión impresa del resumen de Concerning the System of the Earth, its Duration, and Stability, que leyó en una reunión de la Sociedad Real de Edimburgo el 4 de julio 1785; la teoría como la presentó en las reuniones del 7 de marzo de 1785 y del 4 de abril del mismo año no se imprimió hasta 1788. Se titulaba Theory of the Earth; or an Investigation of the Laws observable in the Composition, Dissolution, and Restoration of Land upon the Globe y apareció en Transactions of the Royal Society of Edinburgh, Vol. I, parte II, pp.209-304 y láminas I y II, publicado en 1788.
Tras las críticas, especialmente las de Richard Kirwans, que le creyeron ateo y no simplemente deísta, entre otras cosas, en 1795 Hutton publicó una versión de dos volúmenes de su teoría, que consistía en la versión de 1788 de su postulado (con pequeñas adiciones) junto con una gran cantidad de material extraído de los documentos más cortos que Hutton ya tenía preparados sobre diversos temas, tales como el origen del granito. Se incluyó una revisión de teorías alternativas, tales como las de Thomas Burnet y Georges-Louis Leclerc, conde de Buffon. Con esta ya eran tres versiones de su teoría de la Tierra, si bien sólo se publicaron las de 1788 y 1795. En 1899 Geikie publicó el tercer volumen de la obra a partir de los manuscritos de Hutton. En ellos incluyó el prefacio, esquemas y notas al pie para intentar mejorar los escritos de Hutton.
Un texto no publicado fue encontrado a finales del siglo XX por Paul Pearson en la Biblioteca Nacional de Escocia con el título An Investigation of the Principles of Knowledge and of the Progress of Reason, from Sense to Science and Philosophy, 2138 páginas en tres volúmenes, que se había terminado en 1794. Su longitud y redacción indujeron a Playfair a observar que «El gran tamaño del libro, y la oscuridad que con justicia pueden objetarse a muchas partes de él, probablemente ha impedido que se reciba como se merece». Este extremo condujo a su amigo Playfair, más dotado para ello, a resumir, ordenar y explicar de una forma más didáctica los escritos de Hutton, Illustrations of the Huttonian Theory of the Earth (Ilustración de la teoría de la Tierra de Hutton), que permitieron que su pensamiento sobreviviese a los ataques de los opositores después de su fallecimiento.

### Obra principal

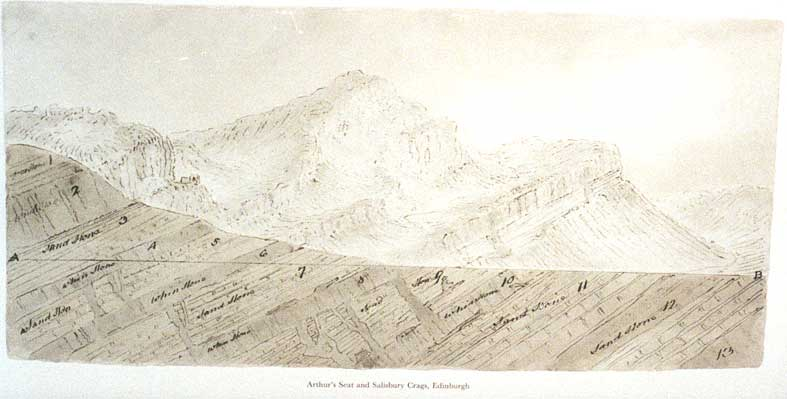
Réplica de una acuarela hecha por Hutton titulada Arthur's Seat and Salisbury Cross, Edinburgh (Arthur's Seat y Salisbury Cross, Edimburgo).

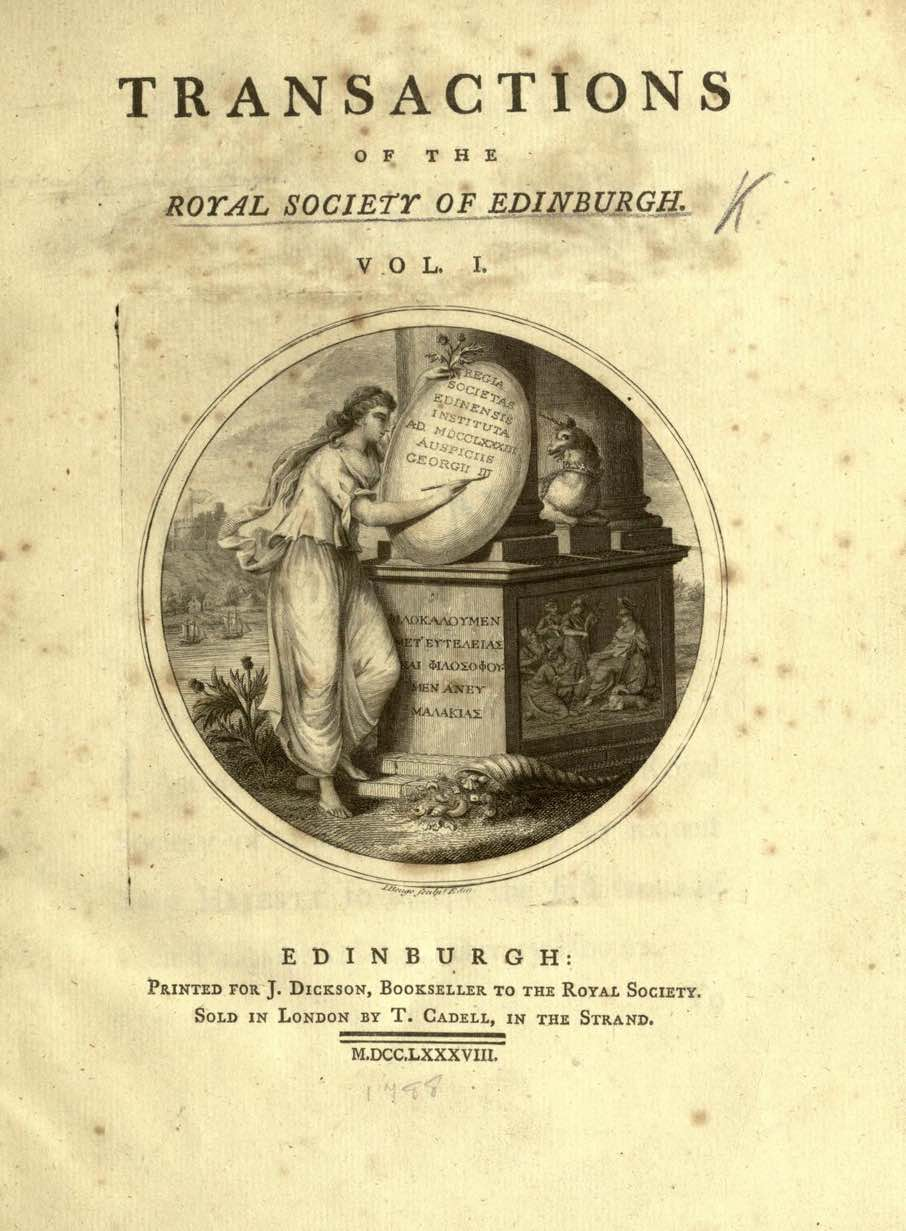
Cubierta de la revista Transactions of the Royal Society of Edinburgh donde publicó en 1788 Theory of the Earth; or an investigation of the laws observable in the composition, dissolution, and restoration of land upon the Globe.

De su extensa obra se puede seleccionar:
- Hutton, J. (1777). Considerations on the Nature, Quality and Distinctions of Coal and Culm... in a letter from Dr James Hutton... to a friend. [Consideraciones sobre la naturaleza, calidad y distinciones del carbón y del culm...en una carta del Dr. James Hutton... a un amigo] (en inglés). Edimburgo: C. Elliot.

- ——— (1785). Abstract of a dissertation read in the Royal Society of Edinburgh, upon the seventh of March, and fourth of April, MDCCLXXXV, Concerning the System of the Earth, Its Duration, and Stability [Resumen de una Disertación leída en la Sociedad Real de Edimburgo el 7 de marzo y el 4 de abril de 1785, sobre el Sistema de la Tierra, su duración y estabilidad] (en inglés). Edimburgo: Edición privada del autor. Archivado desde el original el 27 de febrero de 2012.

En español:
——— (2004) [1785]. «Resumen de una Disertación leída en la Royal Society de Edimburgo el 7 de marzo y el 4 de abril de MDCCLXXXV, sobre el Sistema de la Tierra, su Duración y Estabilidad» (PDF). Traducción y notas: Cándido Manuel García Cruz (2004). Enseñanza de las ciencias de la tierra: Revista de la Asociación Española para la Enseñanza de las Ciencias de la Tierra 12 (2): 153-156. ISSN 1132-9157.
- ——— (1787). Memorial justifying the present Theory of the Earth from the suspicion of impiety [Memoria en defensa de la presente Teoría de la Tierra de la sospecha de ateísmo] (en inglés). Inédito. pp. 157-158. «Prefacio escrito para la edición de 1788 de Theory of the Earth que no llegó a ser publicado, ya que se utilizó el escrito por el reverendo William Robertson.»

- ——— (1788a). «The theory of rain». Transactions of the Royal Society of Edinburgh (en inglés) (Edimburgo). Vol. 1 (Parte 2): 41-86. (Título traducido: Teoría de la lluvia)

- ——— (1788b). «Theory of the Earth; or an investigation of the laws observable in the composition, dissolution, and restoration of land upon the Globe». Transactions of the Royal Society of Edinburgh (en inglés) (Edimburgo). Vol. 1 (Parte 2): 209-304. Archivado desde el original el 29 de julio de 2003.

En español:
——— (2004) [1788]. «Investigación de las Leyes observables en la Composición, Disolución, y Restauración de la Tierra Firme del Globo» (PDF). Traducción y notas: Cándido Manuel García Cruz (2004). Enseñanza de las ciencias de la tierra: Revista de la Asociación Española para la Enseñanza de las Ciencias de la Tierra 12 (2): 160-205. ISSN 1132-9157. (El artículo en formato PDF está cortado en cuatro secciones que pueden ser consultadas aquí: páginas 160-169, páginas 170-186, páginas 186-196 y páginas 196-205).
- ——— (1792). Dissertations on different subjects in natural philosophy [Disertación sobre diferentes aspectos de la filosofía de la naturaleza] (en inglés). Edimburgo y Londres: Strahan & Cadell. Consultado el 29 de julio de 2018.

- ——— (1794a). «Observations on granite». Transactions of the Royal Society of Edinburgh (en inglés) (Edimburgo). Vol. 3: 77-81. Archivado desde el original el 29 de julio de 2003. (Título traducido: Observaciones sobre el granito.)

- ——— (1794b). A dissertation upon the philosophy of light, heat, and fire [Disertación sobre la filosofía de la luz, el calor y el fuego] (en inglés). Edimburgo: Cadell, Junior, Davies.

- ——— (1794c). An investigation of the principles of knowledge and of the progress of reason, from sense to science and philosophy [Investigación de los principios del conocimiento y de los progresos de la razón, desde el sentido de la ciencia y la filosofía] (en inglés). Edimburgo: Strahan & Cadell. [Edición facsímil en Bristol: Thoemmes Press (1999)]. 2138 páginas en tres volúmenes (649, 734 y 755).

- ——— (1795a). Theory of the Earth; with proofs and illustrations. Vol. I [Teoría de la Tierra, con evidencias e ilustraciones] (html, EPUB, Kindle, etc.) (en inglés). Edimburgo: Creech.

- ——— (1795b). Theory of the Earth; with proofs and illustrations. Vol. II [Teoría de la Tierra, con evidencias e ilustraciones] (html, EPUB, Kindle, etc.) (en inglés). Edimburgo: Creech.

- ——— (1797). The Elements of Agriculture [Elementos de agricultura] (en inglés). Manuscrito inédito.

- ——— (1899).  Geikie, A., ed. Theory of the earth: with proofs and illustrations. Vol. III [Teoría de la Tierra, con evidencias e ilustraciones. Volumen III] (PDF) (en inglés). Londres. Consultado el 30 de junio de 2012. (enlace roto disponible en Internet Archive; véase el historial, la primera versión y la última). Aunque por las indicaciones pudiera parecer la I parte de la obra, realmente es la III, la publicada de forma póstuma en 1899.

## Reconocimientos
«No encontramos ningún vestigio de un comienzo, no hay perspectivas de un final», esta memorable línea fue citada en la canción de 1989 «No Control» por el compositor y profesor Greg Graffin.
James Hutton fue elegido en la séptima posición, en una votación popular, para seleccionar los 70 científicos históricos más importantes de Escocia. A raíz de ella la National Library of Scotland creó el Scottish Science Hall of Fame con los diez elegidos en primera posición. En ellos se encuentran científicos reconocidos mundialmente como: James Clerk Maxwell, John Logie Baird, Alexander Graham Bell, Robert Watson-Watt, Alexander Fleming, Joseph Black, James Watt, Lord Kelvin y John Napier.
En su ciudad de residencia y donde desarrolló sus principales teorías, Edimburgo, y donde se encuentra enterrado, se erigió un monumento en su memoria en el lugar que ocupaba su casa y jardín, desde donde observaba los Salisbury Crags, los cuales estuvieron íntimamente relacionados con sus teorías geológicas.
El parque temático del planeta Our Dynamic Earth, en Edimburgo, fue construido en conmemoración de Hutton, quien recibide personalmente, en su propio despacho, a los visitantes y les presenta la exposición y plantea las teorías que le hicieron famoso.

### Eponimia
- El cráter lunar Hutton lleva este nombre en su honor.[107]
- El cráter marciano Hutton también conmemora su nombre.[108]
- Así mismo, el asteroide (6130) Hutton honra su nombre.[109]